# Annaniterna
Annaniterna, även kallade anniter och sig själva för Evangelisk-lutherska frikyrkan, var medlemmar av en radikal religiös grupp, som på 1830-talet uppkom i Ångermanland.
Gruppens ledare var Anna Johansdotter Norbäck, även kallad Mor Anna eller Annamor. Annaniterna utgjorde en mycket stridbar grupp bland de så kallade läsarna och hade av och till häftiga sammanstötningar med myndigheterna, som med anledning av konventikelplakatet ingrep mot deras sammankomster. 1854 separerade Annaniterna från Svenska kyrkan och genomförde egen utdelning av nattvarden. 1864 fick de även en egen gudstjänstlokal i Arnäs. Inom gruppen uppstod efter hand slitningar, och från slutet av 1800-talet minskade antalet anhängare alltmer.

## Församlingsutveckling fram till 1855
Omkring 1830 började Mor Anna i sin hembygd Själevad efter påverkan av några från Västerbotten inflyttade “läsare” att angripa kyrkan för de så kallade nyböckerna, den år 1810 reviderade katekesen, 1811 års kyrkohandbok och 1819 års psalmbok. I stället hävdade hon en bokstavstrogen tolkning av bibeln och Luthers skrifter, särskilt postillan. Efter hand blev angreppen från Mor Anna och hennes hundratals proselyter mot kyrkan och dess män allt häftigare och det föranledde muntliga och skriftliga varningar från kyrkan. År 1854 började två inom församlingen högt ansedda män utdela sakramenten, då Mor Anna tydligen hyste vissa betänkligheter mot att själv åta sig värvet. Sekten benämnde sig nu som Evangelisk-lutherska frikyrkan. Detta renderade att 63 personer från Självad och 27 från Arnäs stämdes till lagtima höstting i Själevad i december samma år. Anklagelserna var ömsesidigt smädanden, förkastelser och nedsättande omdömen som i skrift om prosten Holm “i allt en djävulens tjänare” respektive om Mor Anna att “Hon är till sitt leverna inbilsk, egenkär och äregirig i så hög grad att hon i redan sin ungdom upphävde sig till lärare i religion” och så vidare i samma tonlägen. De tilltalade, av vilka samtliga utom två tillstod dömdes var och en till böter på 16 riksdaler och 32 skilling banko och därtill 3 riksdaler 16 skilling banko för sabbatsbrott för dem som mottagit nattvarden på helgdag. Saknades tillgångar omvandlades straffet till 14 respektive 16 dagars fängelse på vatten och bröd i Härnösands länshäkte. Domen överklagades och vid hovrätten befriades de tilltalade från ansvar. Vid vårtinget 1855 vid Arnäs häradsrätt i Önska anklagades 27 annaniter från Grundsunda för missbruk av Herrens nattvard. De fick samma dom som trosfränderna 1854 och även denna dom upphävdes av hovrätten. I och med utdelningen av nattvard skedde definitiv brytning med statskyrkan frånsett dop, vigsel och begravning som man utan för stora betänkligheter kunde överlämna åt prästerna.

## Inre konflikter och utbrytningar
Församlingen var bokstavstrogen bibeln och Paulus bevingade ord: Kvinnan tige i församlingen vållade före rättegångarna protester mot att Mor Anna ledde församlingen, men hon försvarade sig med spetsfundigheter och auktoritet och förklarade sig inte ge vika för maktspråk. En ny församling bildades under manlig ledning, men den blev inte långlivad.
Några Erik-jansiter från Hälsingland besökte församlingen och fick över en del anhängare varav några emigrerade med mål i USA via Quebec, men flera dog på resan av svält och sjukdomar, bland andra 7 av 11 år 1850 från Mo.
I Grundsunda och Sidensjö influerade tillresande radikala norrlandsläsare på församlingen med utbrytningar som följd. Trots sådana åderlåtningar ökade antalet församlingsmedlemmar och beräknas ha omfattat mer än 600 personer på 1870-talet.

## Gudstjänst
Dagligen skulle inom familjerna var morgon och kväll förrätta husandakt, varvid familjens alla medlemmar skulle närvara.
Församlingens gemensamma gudstjänster började på söndagarna klockan 11 och höll på till 3-4 på eftermiddagen, ibland ännu längre och oftast avbruten av matrast. Först sjöng man en psalm ur den gamla psalmboken eller någon av Zions sånger, varefter följde läsning ur bibeln eller Luthers postilla med avbrott då och då för sång. Den upplästa texten gav ofta anledning till längre utläggningar, som alltid utmynnade i måttlösa invektiv mot statskyrkan och dess präster. Den närliggande köpingen Örnsköldsvik framhölls som ett Sodom och dess invånare som andligen försoffade. “Fetbukarne” i Örnsköldsvik var ett stående uttryck. Vid storhelgerna firades det under mer än en dag och årligen firades åtta bönlördagar, varav fyra på våren under passionstiden då texter ur Jesu pinohistoria valdes. Höstens bönlördagar var mer didaktiska och under en av dem hölls grundligt kristendomsförhör av församlingens medlemmar motsvarande statskyrkans husförhör.

## Församlingsbyggnad
En tomt donerades ungefär 2 kilometer från Örnsköldsvik mellan Galgbacken och Nygårdsby i Arnäs för bygge av ett bönehus. Bygget påbörjades 1864 och togs i bruk 1866 och kom lokalt att kallas för Annaniterkyrkan. Helt färdigt blev det inte förrän i början av 1880-talet. Det rymde ungefär 300 sittplatser och hade läktare samt ett särskilt “mottagningsrum” för Mor Anna. Efter det att bönehuset inte använts under några år övertogs byggnaden slutligen av Evangeliska Fosterlandsstiftelsen.

## Barn och skola
Under 1870-talet och fram till 1880 hölls ambulerande skola på flera ställen i fyra socknar med 8-9 veckors varaktighet och 5-6 timmars daglig undervisning på varje plats. Lärarinnan var från orten men tillhörde inte annanitersamfundet och den religiösa toleransen anges ha varit förvånande stor. Annaniternas barn läste Svebilius katekes och övriga den nya Lindblomska. Psalmer som sjöngs hämtades ur den Wallinska psalmboken, då de var mer sångbara. Undervisningslokal uppläts lokalt på respektive plats och för varje elev var avgiften 25 öre per vecka. Griffeltavlor tillhandahölls gratis och likaså skolböcker till de mindre bemedlade. Lärarinnans årslön var 300 kronor och då hon inte gick med på att minska den avvecklades skolan år 1880.
Skolan hade gott rykte och även statskyrkan såg på den med välvilja. Komministern i Arnäs brukade närvara vid avslutningarna och tacka lärarinnan samt rikta några ord till barnen.
Mor Anna tycks inte ha haft något intresse för skolan och hon lär aldrig ha visat sig där eller haft något att göra med lärarinnan. Däremot kunde andra framskjutna församlingsmedlemmar besöka skolan och lyssna på undervisningen.

## Utveckling efter Mor Annas insjuknande och bortgång
Andaktsstunderna i frikyrkans bönehus avtog successivt för att omkring 1920 upphöra helt.
Då församlingen hade ringa återväxt bland barn och ungdomar utvecklades den till en åldrande engenerationssekt med allt snabbare minskande medlemsantal, då den ledande karismatiska personen inte längre var drivande och sammanhållande. Den förste efterträdaren dog redan samma år som Mor Anna, varefter följde ytterligare några, och siste föreståndaren betraktas J. Bylund från Myckling i Arnäs ha varit.
Förhållandet till statskyrkan mildrades successivt efter Mor Annas bortgång och en del medlemmar återinträdde i Svenska kyrkan medan andra sökte sig till andra samfund som Evangeliska Fosterlandsstiftelsen och baptisterna. År 1934 anges enbart 3 medlemmar ha återstått.